# Richard Mezger
Richard August Mezger (* 5. April 1886 in München; † 1981) war ein deutscher Verwaltungsjurist und Leiter der „Obersten Theaterbehörde in Bayern“.

## Leben
Richard Mezger absolvierte nach dem Abitur im Jahre 1904 ein Studium der Rechtswissenschaften an der Ludwig-Maximilians-Universität München und der Humboldt-Universität zu Berlin und leistete seinen Militärdienst als Einjährig-Freiwilliger im 7. bayerischen Feldartillerie-Regiment. 1912 legte er das Große juristische Staatsexamen ab und erhielt eine Anstellung als Rechtspraktikant und Akzessist bei der Regierung von Oberbayern. Bevor er als Assessor zum Bezirksamt Wunsiedel kam, war er zur vorübergehenden Dienstleistung zum Staatsministerium des Innern abgeordnet. Mezger musste Kriegsdienst leisten und wurde danach Assessor beim Staatsministerium für Unterricht und Kultus. Dort wurden ihm 1928 Titel und Rang eines Ministerialrats verliehen und er wurde 1933 zum Referenten für Theaterfragen ernannt. 
1936 wurden die Bereiche Kunst und Theater aus dem Kultusministerium herausgelöst und der neugeschaffenen „Obersten Theaterbehörde“ (Abteilung IX im Innenministerium) unterstellt. Mezger beantragte am 3. Juni 1937 die Aufnahme in die NSDAP und wurde rückwirkend zum 1. Mai desselben Jahres aufgenommen (Mitgliedsnummer 4.821.461). Im August 1939 folgte die Abordnung zum Staatsministerium des Innern, wo er die Nachfolge von Oskar Walleck, der Generalintendant des Deutschen Theaters Prag geworden war, als Leiter der Obersten Theaterbehörde in Bayern antrat.
Im Juni 1945 wurde Mezger auf Weisung der amerikanischen Militärregierung seines Amtes enthoben. Seinen Lebensunterhalt musste er als Bauhilfsarbeiter bestreiten, bis er am 27. Mai 1947 im Entnazifizierungsverfahren durch die Spruchkammer München I als Mitläufer eingestuft wurde und somit wieder ein Beschäftigungsverhältnis im öffentlichen Dienst aufnehmen konnte. So wurde er am 4. Oktober 1948 – aus versorgungsrechtlichen Gründen – unter erneuter Berufung in das Beamtenverhältnis auf Lebenszeit zum Ministerialrat ernannt. Gleichzeitig wurde Mezger in den Ruhestand verabschiedet. In der Ministerratssitzung am 15. November 1947 wurde über diese Angelegenheit debattiert.
Mezger war 1920 Mitglied der verfassungsgebenden Generalsynode der evangelisch-lutherischen Landeskirche Bayerns.